# 김옥영의 예감 좋은 날
김옥영의 예감 좋은 날은 G1 Fresh-FM(원주 103.1 춘천 105.1 강릉 106.1 태백 99.3 평창 88.3, 속초 101.3MHz)에서 진행자 변경으로 2020년 12월 7일부터 2021년 11월 28일까지 매일 아침 9시부터 11시까지 방송했던 김옥영 아나운서가 진행했던 라디오 프로그램이다.

## 진행
- 8대 : 김옥영 아나운서 (여)

## 역대 진행
- 1대 DJ : 박성화 아나운서 (여)
- 2대 : 박주언 전 아나운서 (여) - iFM 경인방송으로 이직
- 3대 : 이선미 PD (여)  - 행복한아침, 예감좋은날, 뮤직블로그 연출 / 현재 퇴사
- 4대 : 오유진 기상캐스터 (여) - 현 TBN 강원교통방송 DJ, G1 MC
- 5대 : 이윤정 아나운서 (여) - KBS 46기 아나운서로 이직
- 6대 : 유한솔 아나운서 (남) - 계약만료로 퇴사 후 현 MBN 아나운서 (청일점)
- 7대 : 손민정 아나운서 (여) - 계약만료로 퇴사

## 같이 보기
- G1방송
- G1방송 Fresh-FM
- SBS 파워FM
- 아름다운 이 아침